# مقاطعة ماهور (أوريغون)
مقاطعة ماهور (بالإنجليزية: Malheur County) هي إحدى مقاطعات ولاية أوريغون في الولايات المتحدة الأمريكية.